# Панайотис Клитос
Панайотис Клитос (на гръцки: Παναγιώτης Κλείτος), известен като капитан Клисурас (Κλεισούρας) и Дривас, е гръцки офицер и деец на гръцката въоръжена пропаганда в Македония от началото на XX век.

## Биография
Панайотис Клитос достига ранг на офицер от гръцката армия. На 25 март 1905 година участва в Загоричанското клане като четник в четата на Стефанос Дукас. Споменава се в стихотворението във възхвала на клането от Павлос Гипарис.
През 1906 година е изпратен в град Гевгели като търговец, но в действителност тайно да организира гръцката пропаганда в района. Малко по-късно в града пристига друг гръцки агент Константинос Аврасоглу, който става директор на гръцките училища в Гевгелийско. Те са подпомогнати в привличането на местните гъркомани и от страна на фамилията на Георги Ксантос от Мързенци синовете му Йоан и Константин. През 1907 година действа със собствена чета и си сътрудничи с Лукас Папалукас и Георгиос Пападопулос.